# Lycurgus (volleybalclub)
Lycurgus is een volleybalvereniging uit Groningen. Het eerste mannenteam speelt onder de naam Nova Tech Lycurgus en acteert al vele jaren in de Eredivisie. Vanaf het seizoen 2023/2024 de BetCity Eredivisie genaamd.

## Mannen
De eerste glorietijd van Lycurgus was in de jaren '70 toen een team in het veld stond met onder andere Jan Brouwer (spelverdeler), Alex Posthuma, Rob Birza, Hilbrand Hartlief, Gerard den Arend, Henk Draaisma, Hans Zaaijer, Ab Deurman en Volco de Jong. Enkele seizoenen lang speelde Lycurgus zelfs mee om het landskampioenschap. Andere noemenswaardige spelers uit de vroege jaren 80 zijn Onno de Jong (broer van Volco), Nico Mensink, Jan Jakobs, Tim Knigge, Tjibbe Koolstra en Bert Mulder en Erik Eggink. Echt succes bleef uit, mede doordat het steeds weer moeilijk bleek de beoogde doelen te ondersteunen met sponsoring.
In het seizoen 2011/12 stond Lycurgus voor het eerst in de finale van de play-off om de landstitel. Hierin werd verloren van Langhenkel Volley uit Doetinchem. Ook in 2012/13 en 2014/15 bereikte de club onder de naam Abiant Lycurgus de finale. Daarin was Landstede Volleybal/VCZ uit Zwolle telkens de betere. In het seizoen 2015/2016 was er dan eindelijk wel succes. De mannen (onder andere de uit het buitenland teruggekeerde Wytze Kooistra) wonnen eerst de Supercup en later dat seizoen werd de nationale beker gewonnen, in beide finales was Landstede de tegenstander. Aan het eind van het seizoen werd in de finale (best-of-5) van de play-off het landskampioenschap behaald door Seesing Orion te verslaan (3-0). De club plaatste zich daarmee ook voor het eerst voor de voorronde van de CEV Champions League. In deze finale speelde Lycurgus voor het eerst in een compleet uitverkocht Martiniplaza. Ruim 4300 fans waren op zondag 24 april getuige van volleybalgeschiedenis.
Het was de opmaat naar een langere succesvolle periode waarin Lycurgus onder leiding van coach Arjan Taaij en assistent-trainer Gerard Smit de prijzen aan elkaar reeg. Met de landstitels in de seizoenen 2016/2017 en 2017/2018. In beide gevallen was Orion uit Doetinchem de tegenstander. Daarnaast ging de nationale beker vier seizoenen op rij mee naar Groningen. In 2020 tot en met 2023 was dit het geval. In drie van de vier finales was Dynamo uit Apeldoorn de tegenstander. Sinds 2015 is in totaal zeven keer de Supercup gewonnen.
In de zomer van 2024 stopte Arjan Taaij na elf jaar als hoofdcoach en is opgevolgd door de ervaren Australische coach Mark Lebedew. Die een contract voor twee seizoenen tekende. Club-icoon Gerard Smit stopte eveneens na 35 jaar als coach en trainer in diverse rollen bij Lycurgus.
Lycurgus wordt gezien als een boegbeeld van het Nederlandse volleybal. De club heeft niet alleen bijgedragen aan de professionalisering van de sport, maar ook de maatschappelijke betekenis vorm gegeven. Met aandacht voor talent, clinics op basisscholen in de regio en diverse andere projecten.

## Erelijst
| Competitie    | Mannen                                   |
| ------------- | ---------------------------------------- |
| Landskampioen | 2016,2017,2020,2021,2025                 |
| Bekerwinnaar  | 2016, 2020, 2021, 2022, 2023             |
| Supercup      | 2015, 2016, 2017, 2018, 2020, 2021, 2023 |

* Abiant Lycurgus-2 (kon niet promoveren)

## Record
Op 24 april 2016, tijdens de derde en beslissende finalewedstrijd om de landstitel, had Lycurgus in de Martiniplaza het recordaantal toeschouwers van 4300 bij een wedstrijd in de Eredivisie van het Nederlandse volleybal.